# Agnello de Ravena
Agnello de Rávena o Andrea Agnello, fue un clérigo de familia noble de Ravena en Italia, nacido alrededor de 805, y probablemente, fallecido después de 846. Oswald Holder-Egger cita un papiro fechado en 854 u 869 que contiene el nombre de un sacerdote llamado Andrea (perteneciente a la iglesia de Rávena), pero no hay evidencia que pueda vincularse este Andrea con Agnello de Rávena.

## Biografía
A través de los pasajes de sus escritos obtenemos los escasos datos de su vida. Nació a finales del siglo VIII y principios del IX. Se conoce su nombre al mencionar que se le pusieron en honor de su abuelo, y por la educación recibida y diversas referencias a su obra pudo ser probablemente fuese de familia noble. Quizás en el 837-838 formó parte de la comitiva que acompañó al arzobispo a Pavía para participar del bautismo de Rotruda, hija de Lotario I.

## Obra
El autor escribió una historia eclesiástica de Rávena desde mediados del siglo IV hasta el siglo IX, en una recopilación titulada Liber Pontificalis Ecclesiae Ravennatis, escrito sobre el modelo del Liber Pontificalis. Esta obra se ha conservado gracias a dos manuscritos: uno que forma parte de un códice de la Biblioteca Estense de Módena, copiado en 1413; el otro se trata de un códice de mediados del siglo XV actualmente en la Biblioteca del Vaticano. La edición príncipe del Liber Pontificalis Ecclesiae Ravennatis fue publicada en Módena por Benedetto Bacchini en 1708. 
El tema del libro es la biografía de los arzobispos de Rávena desde san Apolinar al arzobispo Gregorio (837-846) con lagunas más o menos extensas de diversos arzobispos y épocas. Deborah Deliyannis señala que dos temas se repiten a lo largo del texto: defensa de los derechos del clero frente al poder de los arzobispos y la Autocefalía de Rávena frente a Roma.
El Liber es una fuente informativa de finales del Imperio Romano, así como sobre la historia eclesiástica de Rávena, una capital imperial. Se ajusta a una estructura cronológica y una de sus aportaciones más valiosas, desde el punto de vista historiográfico, es la utilización consciente de la descripción de edificios y programas iconográficos de los monumentos como fuente histórica además de su origen y conservación.. También el hecho de que en el texto del Liber se indique que a inicios del siglo V era el emperador Valentiniano III –y no el papa– quien confería el palio al arzobispo de Rávena, fue causa de dificultades a la hora de publicar la edición de Bacchini. De hecho, en el texto del Liber se pone en boca del arzobispo Mauro (+ 671) lo siguiente:

Pallium ab imperatore petite, quacumque enim die Romae subiugati fueritis, non eritis integri. Et his dictis obiit.
Solicitad el palio al emperador, ya que el día que os sometáis a Roma, no seréis ya íntegros. Dicho lo cual, murió.
PL 106, 673